# Valdese
Valdese es un pueblo ubicado en el condado de Burke en el estado estadounidense de Carolina del Norte. La localidad en el año 2000, tenía una población de 4.485 habitantes en una superficie de 14.1 km², con una densidad poblacional de 318.1 personas por km².

## Historia
Valdese fue fundada en 1883, por inmigrantes llegados desde los Valles Valdenses, en el Piamonte, Italia; además de la "Iglesia Presbiteriana Valdense", la "Casa Jean-Pierre Auguste Dalmas" y la "Escuela Primaria Valdese" figuran en el Registro Nacional de Lugares Históricos. 
  The Valdese News , un periódico que sirve el condado de Burke, se publicó desde 1938 hasta 1950.

## Geografía
Valdese se encuentra ubicado en las coordenadas 35°44′36″N 81°33′31″O / 35.74333, -81.55861. Según la Oficina del Censo, la localidad tiene un área total de 14,1 km² (5,4 mi²), de la cual 14,1 km² (5,4 mi²) es tierra y 0 km² (0 mi²) (0.18%) es agua.

### Localidades adyacentes
El siguiente diagrama muestra a las localidades en un radio de 8 kilómetros (5 mi) de Valdese.

## Demografía
En el 2000 la renta per cápita promedia del hogar era de $30.617, y el ingreso promedio para una familia era de $41.411. El ingreso per cápita para la localidad era de $18.965. En 2000 los hombres tenían un ingreso per cápita de $27.482 contra $22.429 para las mujeres. Alrededor del 11.90% de la población estaba bajo el umbral de pobreza nacional.